# Michał Żułkiewicz
Michał Żułkiewicz (ur. 1844, zm. 1905) – polski nauczyciel.

## Życiorys
Od 1888 do śmierci był dyrektorem C. K. Gimnazjum w Bochni. Na początku XX wieku był także pomysłodawcą i został dyrektorem tamtejszej Bursy gimnazjalnej im. Mickiewicza.
Po śmierci (zm. 11 kwietnia 1905) została odsłonięta tablica upamiętniająca jego osobę w gmachu bocheńskiej bursy. W 2004 ustanowiono w Bochni ulicę Michała Żułkiewicza.